# Proteaceae
Proteaceae é uma família de angiospermas (plantas com flor - divisão Magnoliophyta), pertencente à ordem Proteales. Distribuídas principalmente pelo Hemisfério Sul, é uma família relativamente grande, composta atualmente por 68 géneros e 1252 espécies registradas. Juntamente com as famílias Platanaceae e Nelumbonaceae, formam a ordem Proteales.

## Características principais
As plantas da família Proteaceae, em geral,  possuem forma de árvore ou arbusto, sendo raramente ervas. O tipo mais comum de venação é alterna, sendo os tipos oposta ou verticilada mais incomuns. As folhas são simples, composto-pinadas ou 2-pinadas, apresentando às vezes heterofilia. A inflorescência pode ser axilar ou terminal, em racemo, pseudo-racemo, espiga, glomérulo ou umbela. 
As flores são bissexuadas em sua grande maioria (poucos são os exemplares unissexuados), protândricas, tetrâmeras, actinomorfas ou levemente zigomorfas, hipóginas ou períginas. As sépalas são valvares, em geral petalóides, livres ou unidas na base, com corola ausente ou inconspícua, representada por um disco nectarífero hipógino com quatro lobos, ou (2-)4 glândulas hipóginas livres ou unidas na base, alternas às sépalas. Possuem em geral estames 4, que podem estar inseridos às sépalas de diferentes formas, filetes também são unidos às sépalas, anteras com duas tecas, deiscência longitudinal, ovário 1-carpelar, conduplicado, em geral estipitado, óvulos 1-2 em geral, marginais, estilete alongado, estigma terminal ou látero-apical. Fruto em forma de folículo, noz, aquênio ou drupa, com geralmente uma semente, que pode ou não ser alada com endosperma ausente.

## Distribuição
São amplamente distribuídas nas regiões tropicais e subtropicais do Hemisfério Sul, incluindo América do Sul, África do Sul e Austrália. Esses dois últimos continentes abrigam a maior diversidade de espécies. A corrência das plantas da família Proteaceae, se dá nos mais diversos tipos de ambientes, variando de solos pobres e secos, a regiões com altos índices pluviométricos. No Brasil, foi confirmada a ocorrência de cerca de 33 espécies nas regiões Norte, Nordeste, Centro-Oeste, Sudeste e Sul. 

## Gêneros
| - Acidonia - Adenanthos - Agastachys - Alloxylon - Athertonia - Aulax - Austromuellera - Banksia - Beauprea - Beapreopsis - Bellendena - Brabejum - Buckinghamia - Cardwellia - Carnarvonia - Cenarrhenes - Conospermum - Darlingia - Diastella - Dilobeia | - Dryandra - Eidothea - Embothrium - Eucarpha - Euplassa - Faurea - Finschia - Floydia - Franklandia - Garnieria - Gevuina - Grevillea - Hakea - Helicia - Heliciopsis - Hicksbeachia - Hollandaea - Isopogon - Kermadecia | - Knightia - Lambertia - Leucadendron - Leucospermum - Lomatia - Macadamia - Malagasia - Mimetes - Musgravea - Neorites - Opisthiolepis - Oreocallis - Orites - Orothamnus - Panopsis - Paranomus - Persoonia - Petrophile - Placospermum | - Protea - Roupala - Serruria - Sleumerodendron - Sorocephalus - Spatalla - Sphalmium - Stenocarpus - Stirlingia - Strangea - Symphionema - Synaphea - Telopea - Toronia - Triunia - Turrillia - Vexatorella - Virotia - Xylomelum |

## Referência Bibliográfica
Prance, G.T.; Amorim, A.M.A. 2015 Proteaceae in Lista de Espécies da Flora do Brasil. Jardim Botânico do Rio de Janeiro. Disponível em: <http://floradobrasil.jbrj.gov.br/jabot/floradobrasil/FB200>.
Lupo, R. & Pirani, J.R. 2002. Proteaceae In: Wanderley, M.G.L., Shepherd, G.J., Giulietti, A.M., Melhem, T.S., Bittrich, V., Kameyama, C. (eds.) Flora Fanerogâmica do Estado de São Paulo. Instituto de Botânica, São Paulo, vol. 2, pp: 269-278.
Disponível em: <http://botanica.sp.gov.br/files/2016/02/Proteaceae.pdf> 